# Vincent Léotaud

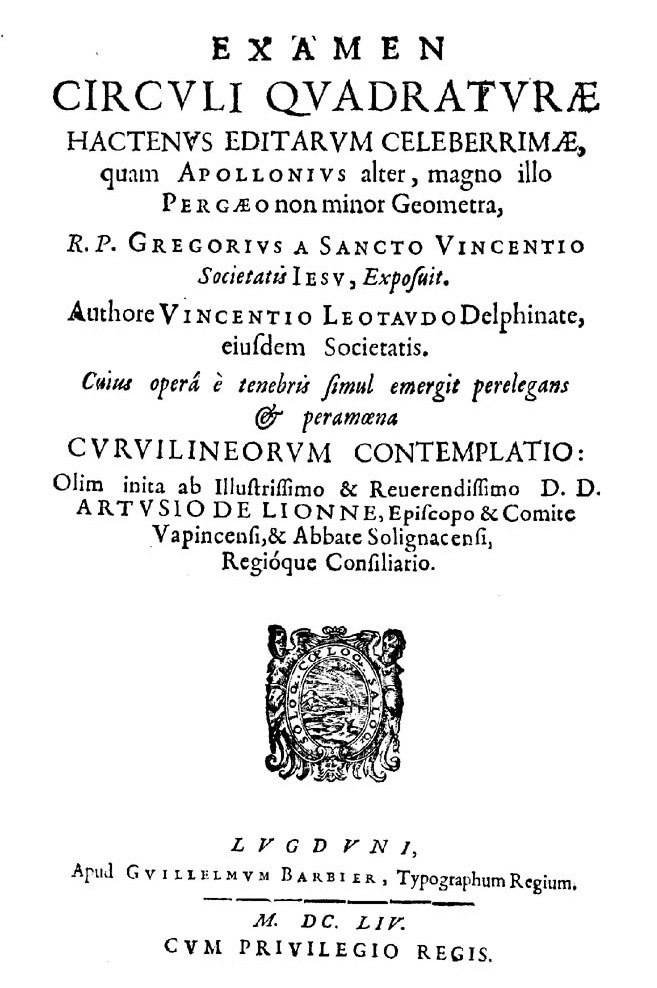
Examen circuli quadraturae, 1654

Vincent Léotaud, né en 1595 à Vallouise et mort en 1672 à Embrun, est un jésuite et mathématicien français,.
Dans son œuvre Examen circuli quadraturae il affirme l'impossibilité de la quadrature du cercle, contre l'avis de Grégoire de Saint-Vincent,.

## Œuvres
- (la) Examen circuli quadraturae, vol. 1, Lyon, Guillaume Barbier, 1654 (lire en ligne)
- (la) Examen circuli quadraturae, vol. 2, Lyon, Guillaume Barbier, 1654 (lire en ligne)
- (la) Institutionum arithmeticarum libri quatuor, Lyon, Guillaume Barbier, 1660 (lire en ligne)
- (la) Cyclomathia seu Multiplex circuli contemplatio, tribus libris comprehensa, Lyon, Benoit Coral, 1663 (lire en ligne)
- Copie d'une lettre escrite par un pere jesuite du collège d'Ambrun ... au sujet des cometes apparuës és mois passés de decembre et janvier, Grenoble, Robert Philippes, 1665 (lire en ligne)
- (la) Magnetologia; in qua exponitur noua de magneticis philosophia, Lyon, Laurent Anisson, 1668 (lire en ligne)